# 丁蟹
丁蟹是無綫電視於1992年經典劇集《大時代》的虛構角色，乃該劇最大的反派人物，由鄭少秋所飾演。為人孔武有力、貪婪虛榮而傲慢自私、衝動躁狂而蠻橫無理，嫉妒心及支配心極強，視周遭的人為利用工具；頭腦簡單卻諸多理論，自認出來混對得起天地良心和講義氣，實際上卻極盡傷天害理之犯行；滿口仁義道德，實為強辭奪理、顛倒是非。

## 經歷
丁蟹原已婚有四子；惟其妻離家出走後，留下四子無人照顧，丁蟹往澳門找妻，知她貪慕虛榮甘作舞女，大表失落。
丁蟹與方進新（劉松仁飾）原本為如同兄弟、有30年感情的要好朋友。同時丁蟹在擂台上打死羅慧玲表哥，因為「內疚」下要照顧羅慧玲（藍潔瑛飾）。可是丁蟹的反常行為令羅慧玲恐懼，並投靠方進新，丁蟹誤會方進新搶去羅慧玲，而把他打至吐血重傷，至進新康復後又把他意外打死。此後潛逃台灣，後再重傷一個流氓而被捕，入獄14年。
他出獄後一度綁架贪污华总探长龍成邦（曾江飾），釋放他後反被他逼往墨西哥。接著又綁架大毒枭周濟生（劉江飾）之妻子伍寶華（黃愷欣飾），然後釋放她並偷渡返港。重遇羅慧玲後被她撞傷，並雙雙送院，並因此遭警方包圍。丁蟹一度搶警槍挾持人質，最終經長子孝蟹（邵仲衡飾）說服後投降。謀殺方進新案開審，丁蟹否認控罪，並不斷用歪理自辯，以為可打動陪審團；結果徒勞無功，被判罪名成立，依例判處終身監禁。其後四子收買醫生，假扮確診丁蟹患癌，使他被特赦出獄；同時四子又把方家丛楼上抛出滅門尋仇。
他隨後與四子由黑社會轉行至正當生意，同時其強運開始顯現，在賭馬單靠運氣便贏得過千萬元，又成功令五蟹集團上市，編號1569，雖在首日輸了6200萬，翌日更遭陳滔滔（林保怡飾）狙擊，欲以收購戰替方家報仇；但他得到陳萬賢（江毅飾）的提示，放棄五蟹集團並轉戰恆指期貨，大手沽空期指後碰巧股市崩盤大跌，因而幸運獲利，財產破億。之後繼續採取同樣策略，每當股災即狂沽期指，從而賺取暴利；同時在毫無股票知識下拋空五蟹集團，使陳滔滔的收購戰失敗，並破產收場。後痴纏羅慧玲而被她以利器多次插傷，然而羅慧玲搶警槍置丁蟹於死地時卻擦槍走火，結果丁蟹把她間接害死。於1987年至1994年間，又與四子重返黑社會事務，利用自己的黑幫「忠青社」替各路黑幫洗黑錢。
最後與方進新長子方展博（劉青雲飾）的股市決戰中，盲目相信自己的運氣，加上誤判形勢，以為美國開戰後股票市場將會暴瀉，因而再度大舉沽空期指。結果被方展博看準機會報仇，在1994年6月7日「大奇蹟日」中慘敗，由財富超過50億，一下子變成負債過百億，並遭各路黑幫圍剿與警檢追緝而走投無路。最終帶着四子從交易廣場天台跳樓自殺，先把次子益蟹（陶大宇飾）、四子利蟹（郭政鴻飾）、三子旺蟹（吳啟明飾）拋下樓，再看着孝蟹一躍而下；最後自己跳樓時卻被電線絆著而逃过一死，並且剛巧撞進方展博的辦公室內。但事後難逃法網，武功尽失，精神亦開始失常，結局在精神病房中苟活下去。

## 角色設計
編劇之一的曾謹昌透露，丁蟹一角取材於自己身邊朋友，最初意屬萬梓良演出。
丁蟹自劇集播出後成為強詞奪理，唯我獨尊，自以為正義，自以為善良，毫無反省改進，是非顛倒的代名詞。

## 武功
丁蟹武功可说是剧中绝顶，能在多人围殴下把敌方打倒；单挑打死搏击教练；把黑道雇佣武术高手打成植物人；甚至要全警局人员手持警棍围殴才把他制服。

## 經典金句
- 「我打死人，但冇做錯！」（我是打死人了，但並沒有犯錯！）
- 「法官大人，我唔認罪。」（庭上，我不認罪。）
- 「你哋最緊要明白，我的確係有打死方進新，但係重點並唔喺呢度，呢件案嘅重點就係浪子回頭金不換。」（你們最要緊的就是要明白，我的確打死了方進新，可是重點並不在這裡，這個案子的重點是浪子回頭金不換。）
- 「道義放兩旁，利字排中間。」
- 「人善人欺天不欺，人惡人怕天不怕。」
- 反覆地說：「愛幾深怨幾深，韶華去了未再來，哭千聲哭不回現在；愛幾多怨幾多，柔情壯志逝去時，滔滔的感觸去又來......」
- 「殺人放火金腰帶，修橋補路無屍骸」，後來在香港電影《無間道2》中由黃秋生的角色所使用。

## 相關角色
《大時代》姊妹作亞洲電視《世紀之戰》，同由鄭少秋飾演的角色丁野，原型是丁蟹。